# Las Piedras
Las Piedras je město v Uruguayi. Leží na jihu země, severně od hlavního města státu Montevideo. Město se nachází v departementu Canelones. Při sčítání lidu v roce 2011 mělo město 71 258 obyvatel. Je tak pátým největším městem Uruguaye z hlediska počtu obyvatel. Las Piedras je součástí metropolitní oblasti Montevidea. Od samotného Montevidea je vzdáleno necelých 20 km. Přes město protéká potok Arroyo de Las Piedras.
Las Piedras bylo založeno v roce 1744 pod názvem San Isidro Labrador de Las Piedras. Statut města získalo Las Piedras v roce 1925. Město má velký historický význam. Právě zde se 18. května 1811 odehrála bitva, ve které armáda uruguayských patriotů pod velením Josého Gervasia Artigase porazila španělské vojsko, což přiblížilo bojovníky za nezávislost k vítězství.